# サンシャイン劇場
サンシャイン劇場（サンシャインげきじょう、英: Sunshine Theatre）は、東京都豊島区東池袋三丁目1番4号のサンシャインシティ文化会館4階にある劇場である。客席数816席。1978年（昭和53年）に開場した。1階席と2階席がある。

## 概要
1978年のサンシャインシティオープンと同時に開場した。演劇、歌舞伎、コンサート、映画上映会など多彩な催しに利用されており、これまで杉村春子・江守徹が共演した『華岡青洲の妻』、市村正親の『クリスマス・キャロル』や『オーファンズ』、『美少女戦士セーラームーン』などが上演されてきた。また、劇団☆新感線や演劇集団キャラメルボックス、大人計画、TEAM NACSなど人気劇団の公演も開催されている。

## 交通
- 東京メトロ有楽町線東池袋駅6番出口より徒歩8分
- 池袋駅東口より徒歩15分
- 都電荒川線東池袋四丁目停留所より徒歩10分